# Egholm-færgen
Egholm-færgen er en færgerute mellem Aalborg og øen Egholm i Limfjorden. Sejlturen varer ca. 5 minutter. Der er normalt afgang hver halve time, på hverdage mellem kl 6.30 og kl 23.
Ruten besejles af to færger. Egholm, der har plads til 29 personer og tre personbiler, samt Egholm II, der kan medføre 96 personer og 10 biler.
Den lille færge betjenes af én medarbejder, den store af 2 der udover at føre fartøjet, optæller passagerer ,kontrollerer billetten der købes/fås i automat ved personalets velfærdsbygning.
Siden 2016 har børn og pensionister rejst gratis.